# Emanuel Piaskowy
Emanuel Piaskowy, né le 2 mars 1991 à Nowy Sącz, est un coureur cycliste polonais.

## Biographie
Emanuel Piaskowy naît le 2 mars 1991 à Nowy Sącz, en Petite-Pologne.
En 2013, il termine 10e et meilleur jeune du Tour of Malopolska, épreuve se déroulant dans sa région d'origine. Il est ensuite sélectionné pour représenter la Pologne lors des Championnats du monde sur route espoirs, à Florence, et prend la 40e place de l'épreuve. Piaskowy signe son premier contrat professionnel pour la saison 2014 au sein de la formation ActiveJet. Au cours de cette saison, il participe principalement à des épreuves polonaises et obtient son meilleur résultat lors du Tour of Malopolska, dont il prend la 11e place du classement général final.
Il est recruté en 2015 par la formation israélienne Cycling Academy, dirigée par l'ancien coureur de la Saxo Bank, Ran Margaliot. Il parvient à obtenir plusieurs résultats intéressants au cours de cette saison en se classant notamment 14e du Tour d'Azerbaïdjan. Il parvient ensuite à se classer 4e du Korona Kocich Gór, 5e du Visegrad 4 Bicycle Race - GP Polski ou encore 7e du Memorial im. J. Grundmanna J. Wizowskiego et du classement général du Tour of Malopolska. En 2016, pour sa deuxième saison au sein de la Cycling Academy, il termine 2e du Hets Hatsafon, seule épreuve UCI se déroulant en Israël, remporté par son coéquipier Guy Gabay.
Il met un terme à sa carrière à l'issue de la saison 2020.  

## Palmarès
- 2014
  -  Médaillé de bronze du championnat du monde universitaire sur route
- 2016
  - 2e du Hets Hatsafon
- 2017
  - 3e du CCC Tour-Grody Piastowskie
  - 3e du championnat de Pologne sur route
  - 3e du championnat de Pologne de la montagne
- 2020
  - 2e étape du Tour de Serbie
  -  3e du Tour de Serbie

## Classements mondiaux
| Année           | 2015 | 2016 | 2017 |
| --------------- | ---- | ---- | ---- |
| UCI Europe Tour | 436e | 848e | 444e |